# Власть желания
«Власть желания» (порт. Força de um Desejo) — бразильский костюмный телесериал производства телекомпании Глобу.

## О сериале
На волне успеха биографического сериала «Чикинья Гонзага» телеканал Глобу решил создать впервые после долгого перерыва (с 1991 года) сериал на исторической основе XIX века. В помощь основному сценаристу Алсидесу Ногейра был приглашён мэтр бразильской теленовеллы, автор телеадаптации Рабыни Изауры — Жилберту Брага. Был подобран звёздный актёрский состав, одной из приманок для телезрителя стало возвращение на телеэкраны спустя почти 20 лет актрисы Сонии Браги. Телесериал не оправдал надежд его создателей: он не получил соответствующего успеха среди телеаудитории. но в то же время, не стал и абсолютной неудачей. 
 Среди богатого ансамбля актёров значительного успеха добилась актриса Наталия Тимберг, исполнившая роль интриганки Идалины. Паулу Бети и Клаудия Абреу также на высоком уровне исполнили свои роли.

## Сюжет
Действие сериала происходит в Бразилии XIX столетия, в эпоху баронов и не отменённого ещё рабства. В основе сюжета классический любовный треугольник. Барон Энрике Собрал, владелец имения «Оуру Верде» состоит в браке с Эленой, у них двое юных сыновей — Инасиу и Абеларду. Большая тайна семьи Собрал — личность настоящего отца младшего сына Элены — Абеларду. Давняя измена жены — причина столь жестокого отношения барона к супруге. Не в силах лицезреть такие отношения родителей, Инасиу уезжает в Рио-де-Жанейро. В городе он влюбляется в хозяйку самого известного борделя — Эстер Деламар. Их роман прерывается в связи с необходимостью Инасиу уехать в имение по причине ухудшения здоровья матери.
Движимый местью, настоящий отец Абеларду Ижину Вентура со своей семьёй обосновывается по соседству с «Оуру Верде». Элена умирает. Инасиу, благодаря стараниям своей бабушки Идалины, разрывает отношения с Эстер, которая по воле случая выходит замуж за Энрике. Инасиу женится на дочери Ижину — Алиси. Абеларду, не зная правды о своём отце, влюбляется в свою сестру.
Кульминацией действия становится таинственная смерть Энрике Собрала.

## В ролях
- Малу Мадер — Эстер Деламаре
- Фабио Асунсан — Инасиу Собрал
- Клаудия Абреу — Оливия Шавиер/Ана Тамбелини
- Селтон Мелу — Абеларду Собрал
- Марсело Серрадо — Мариану Шавиер
- Изабел Филардис — Лузия
- Лавиния Власак — Алисе Вентура
- Жозе де Абреу — д. Перейра
- Джованна Антонелли — Виолета
- Карлос Эдуардо Долабела— Кейроз
- Нельсон Дантас — доктор Шавиер
- Жулия Фелденс — Жулиана
- Даниэл Дантас — Бартоломеу
- Шико Диас — Клементе
- Шика Шавиер — Розалия
- Антонио Граси — Виториу
- Денизе дель Веккио — Барабара Вентура
- Дира Паес — Палмира
- Андре Баррос — Тражану
- Сержио Менезес — Жезус
- Луис Магнелли — Гаспар
- Ана Карбати — Зулмира
- Алешандре Морено — Кристован
- Росита Томас Лопес — Фабиола Шавиер
- Наталия Тимберг — дона Идалина Менезес ди Альбукерке
- Луизе Кардозо — Гиомар Перейра да Силва
- Клаудио Коррэа Э Кастро — Леополдо Силвейра
- Жозе Левгой — Фелисио Кантуариа
- Марио Лаго — Теодору
- Отавиу Аугусту — Эурику Наварру
- Марко Рика — Педру Афонсу
- Режиналду Фария — барон Энрике Собрал
- Паулу Бети — Ижину Вентура
- Сония Брага — баронесса Элена Собрал
- Мурило Роса — Эуженио Кардозо
- Мариана Шименес — Анжела
- Витор Фазано — Николау Прадо
- Флавиу Галван — Нереу
- Степан Нарсесян — Эрнани Корреа
- Отавио Мюллер — Фердинандо
- Отон Бастос — обвинитель

## Дополнительная информация
- Гардероб Эстер Деламаре во многом был основан на одежде Сисси, императрицы Австрии.
- Жозе Левгой исполнил свою последнюю большую роль на телевидении. В 2003 году он скончался[2].